# ギュンター・クランフ
ギュンター・クランフ（Günther Krampf、1899年2月8日 - 1950年8月4日）は、オーストリアの撮影監督。

## 作品
- 吸血婦
- 闇の逃避行
- マダガスカルの冒険
- ジャンヌダーク
- 武器なき戦ひ
- パンドラの箱
- 吸血鬼ノスフェラトゥ
- 月光石